# Infectopharm
Die Infectopharm Arzneimittel und Consilium GmbH (Eigenschreibweisen: INFECTOPHARM bzw. InfectoPharm) ist ein deutsches familiengeführtes Pharmaunternehmen, das in der Herstellung und im Vertrieb von Arzneimitteln für Kinder und Erwachsene sowie in der Durchführung von Fortbildungen für Ärzte, Apotheker und Hebammen tätig ist. Besondere Schwerpunkte liegen auf Infektions-, Atemwegs- und Hauterkrankungen sowie HNO und Allergien. Ein weiterer Kernbereich sind Antibiotika für die intravenöse Verabreichung in Krankenhäusern.

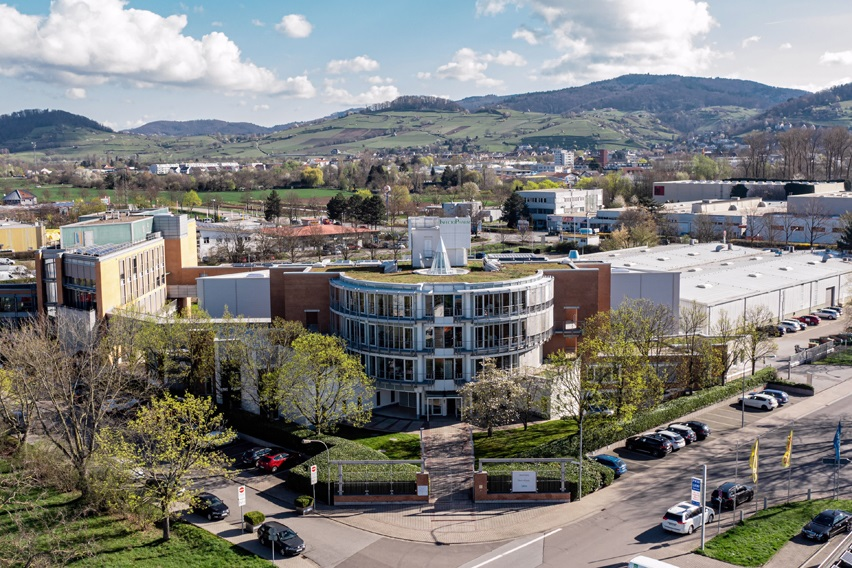
Luftbildaufnahme des Firmensitzes in Heppenheim

## Geschichte
Infectopharm wurde 1988 von dem Ehepaar Monika und Manfred Zöller in Weinheim gegründet. Ein Vorläufer war das Institut Dr. Zöller, das sich im Auftrag von Pharmaunternehmen um Medikamentenzulassungen und vor allem um Marketingaufgaben kümmerte. Infectopharm begann mit der Weiterentwicklung von Antibiotika für Kinder. Das Ziel waren Arzneimittel, die auf die Bedürfnisse von Kindern zugeschnitten sind und sich ihrem Wachstum folgend dosieren lassen. Galenik, Geschmack und Dosierung wurden derart angepasst, dass z. B. die Einnahmehäufigkeit um 50 Prozent gesenkt werden konnte. Damit sei die Einnahme von Antibiotika für Kinder erleichtert worden.
1995 zog das Unternehmen aus Weinheim in ein neues Gebäude nach Heppenheim um. Im Jahr darauf gab es ungewöhnlich wenige Infektionen und der Umsatz ging im Vergleich zum vorherigen Geschäftsjahr zurück. In der Folge wurde die Konzentration auf ein einzelnes Indikationsgebiet aufgegeben und eine zusätzliche Spezialisierung auf Arzneimittel gegen chronische Beschwerden wie Asthma und Allergien hinzugenommen.
2004 expandierte Infectopharm in den europäischen Auslandsmarkt. Ein Jahr später investierte das Unternehmen zehn Millionen Euro, um seine Betriebsfläche zu verdoppeln. Anfang 2008 wurde ein Erweiterungsbau mit 85 zusätzlichen Büro- und Laborplätzen bezogen. 2011 starb Manfred Zöller unerwartet. Sein Sohn Philipp Zöller stieg in die von Monika Zöller anschließend neu formierte Geschäftsführung mit Markus Rudolph und Norbert Stempel ein. Tochter Anna Gilster wurde 2015 eine von drei Geschäftsführern der Tochtergesellschaft Pädia GmbH, die vorwiegend nicht verschreibungspflichtige Medikamente für Kinder anbietet.
2017 investierte Infectopharm 13 Millionen Euro in den Bau eines 8.350 Quadratmeter großen Logistikzentrums mit 6.400 Palettenstellplätzen und einem automatisierten Kartonlager in Heppenheim. Im Juli 2020 übergab Monika Zöller den Vorsitz der Geschäftsführung an ihren Sohn Philipp Zöller. Zudem wurde Anna Gilsters Ehemann, Michael Gilster, weiterer Geschäftsführer. Im selben Jahr übernahm Infectopharm den chemisch-pharmazeutischen Produktionsbetrieb der Paul W. Beyvers GmbH, dessen Leitung neben Robert Weigl auch Michael Gilster übertragen wurde.
Im Zeitraum der COVID-19-Pandemie machte Infectopharm mit seinen Penicillin-Säften eine halbe Million Euro Verlust, weil die Nachfrage eingebrochen war. Alle Hersteller mit Ausnahme von Infectopharm und einem weiteren Unternehmen stellten die Produktion von Penicillin-Säften in dieser Zeit ein.
Im Nachgang der Pandemie gab es einen starken Nachholeffekt bei den Infektionskrankheiten, sodass zwischen Oktober 2022 und März 2023 über 750.000 Packungen Penicillin-Saft von Infectopharm ausgeliefert und damit 97 Prozent des deutschen Marktes bedient wurden. In einem offenen Brief an Karl Lauterbach kritisierte der vorsitzende Geschäftsführer des Unternehmens, dass die Festbetragsregelung für Antibiotikasäfte und der zwischen 2010 und 2023 unveränderte Nettopreis von 1,65 Euro pro Amoxicillin-Saft beispielsweise sich wirtschaftlich nicht mehr darstellen lasse und warnte vor Lieferengpässen bei Kinderarzneimitteln.

## Unternehmensstruktur
Der Vorsitz der Geschäftsführung obliegt seit 2020 Philipp Zöller. Daneben gehören Michael Gilster und Markus Rudolph der Geschäftsführung an. Weiterer Geschäftsführer ist seit dem 1. Mai 2023 Aldo Ammendola, der die Nachfolge für Norbert Stempel antrat.
Der Umsatz des Unternehmens lag für 2021 bei 200,4 Millionen Euro, die von 239 Mitarbeitenden erwirtschaftet wurden. Gemessen an der Zahl der Beschäftigten gehört das Unternehmen nach Angaben des Bergsträßer Anzeigers zu den 38 größten Arbeitgebern des Landkreises Bergstraße.
Zur Infectopharm-Gruppe gehören Niederlassungen in Österreich und Italien sowie die beiden deutschen Tochterunternehmen Pädia GmbH und Paul W. Beyvers GmbH.
Die Produktion der Medikamente erfolgt bei ca. 30 ausschließlich in Europa sitzenden Lohnherstellern. Ein Teil des Portfolios wird bei der Tochterfirma Beyvers in Berlin hergestellt.

## Dienstleistungen und Produkte
Geschichtlich ist Infectopharm auf die Herstellung von Kinderarzneimitteln spezialisiert. Infectopharm erforscht keine neuen Wirkstoffe, sondern konzentriert sich darauf, durch Forschung und Entwicklung bereits erprobte Substanzen im Hinblick auf die Darreichungsform, Konzentration, Größe, den Wirkungsgrad oder Geschmack weiterzuentwickeln. Daraus entstehen dann neue Medikamente. Stand März 2023 umfasst das Produktprogramm von Infectopharm mehr als 130 verschiedene Präparate, von denen 77 verschreibungspflichtige Arzneimittel sind. Es umfasst auch die Patientengruppe der Erwachsenen.
Als erstes Medikament wurde 1988 der Trockensaft InfectoCillin (Wirkstoff: Phenoxymethylpenicillin) auf den Markt gebracht. Im Jahr 2008 berichtete Anja Müller im Handelsblatt, dass InfectoPedicul von Infectopharm das meistverordnete Kopflausmittel in Deutschland sei. Zudem vertreibt das Unternehmen das Asthmamittel SalbuBronch, den Saft gegen Krupp-Husten InfectoDexaKrupp sowie InfectoBicillin gegen Scharlach. Seit dem 1. Mai 2022 übernimmt Infectopharm den Vertrieb des Arzneimittelportfolios der Marke Ritalin (Wirkstoff Methylphenidat) zur Behandlung von ADHS. Ferner vertreibt das Unternehmen Slenyto gegen Schlafstörungen bei Autismus-Spektrum-Störungen.
Zum Portfolio gehören auch die Dienstleistungsangebote Consilium und die PädiaAkademie. Unter der im Firmennamen integrierten Marke Consilium bündelt Infectopharm wissenschaftliche und produktneutrale Dienstleistungen für Ärzte, Apotheker und Hebammen. Hierzu zählen Fortbildungen, wie der zweimal jährlich stattfindende Ärztekongress Consilium live für Kinder- und Jugendärzte mit über 1.800 Teilnehmenden. Zudem können im Consilium medizinische Fragen aus der Praxis durch externe Vertreter verschiedener Fachrichtungen beantwortet werden. Die wissenschaftliche Beantwortung der Anfragen sowie weitere medizinische Übersichtsartikel werden in den Consilium-Zeitschriften gesammelt. Im Jahr 2011 versandte das Unternehmen das Serviceheft an mehr als 6.000 Praxen pro Monat und veranstaltete zwei Fachkongresse sowie 24 Seminare. 2020 erreichten die Zeitschriften von Consilium 80 Prozent der 7.000 niedergelassenen Kinderärzte in Deutschland und mehr als 6.000 von ihnen nahmen an den Fortbildungen des Unternehmens teil.
Das Unternehmen ist ein Mitglied und stellt den Vorstand in der vom Interessenverband Bundesverband der Arzneimittel-Hersteller initiierten Initiative Arzneimittel für Kinder.

## Vertrieb
Gegenüber niedergelassenen Ärzten unterhält das Unternehmen keinen Außendienst durch Pharmareferenten. Das Unternehmen deckt Geschäftsbereiche wie die Pädiatrie, Infektiologie, Allergologie, Dermatologie, das Klinikgeschäft und den Export ab.

## Kontroversen
Ein Vorwurf der „irreführenden Werbung“ für das seinerzeit als Arzneimittel vertriebene Lomaherpan (Wirkstoff: Melissenextrakt und zugelassen zur Behandlung von Lippenherpes) wurde vom OLG Frankfurt in zweiter Instanz im Dezember 2019 teilweise bestätigt, da eine von der Zulassung nicht belegte Herpesviren-blockierende präventive Wirkung von Lomaherpan auf gesunde Zellen suggeriert wurde. Lomaherpan wirke nachweislich jedoch lediglich für die symptomatische Beschwerdelinderung bei aktiver Infektion mit Lippenherpes, aber nicht präventiv.